# Братешки
Брате́шки (укр. Братешки) — село,
Лиманский-Второй сельский совет,
Решетиловский район,
Полтавская область,
Украина.
Код КОАТУУ — 5324281502. Население по переписи 2001 года составляло 321 человек.

## Географическое положение
Село Братешки находится в 2,5 км от правого берега реки Говтва,
на расстоянии в 0,5 км от села Демьянки и в 1-м км от села Лиман Второй.
По селу протекает пересыхающий ручей с запрудой.
Через село проходит железная дорога, станция Братешки.